# Hugh Carthy
Hugh John Carthy (* 9. Juli 1994 in Fulwood, Sheffield) ist ein britischer Radrennfahrer. Er gilt als Bergspezialist mit Stärken im Zeitfahren.

## Sportliche Laufbahn
In den Jahren 2013 und 2014 fuhr Hugh Carthy für das UCI Continental Team Rapha Condor. Für diese Mannschaft gewann er 2014 die Tour de Korea. Weiters sicherte er sich die Nachwuchswertung und Bergwertung der Tour of Japan und gewann den Prolog der Mzansi Tour.
Anschließend wechselte er zum UCI Professional Continental Team Caja Rural-Seguros RGA. In seiner zweiten Saison gewann er die Nachwuchswertung der Katalonien-Rundfahrt, einem Rennen der UCI WorldTour und belegte den neunten Rang in der Gesamtwertung. Wenige Tage später entschied er als erster Brite die seit 1925 ausgetragene Asturien-Rundfahrt für sich. Im selben Jahr startete er mit der Vuelta a España 2016 erstmals bei einer Grand Tour und belegte Platz 125 in der Gesamtwertung.
2017 schloss sich Carthy dem UCI WorldTeam Cannondale Drapac an, dem späteren Team EF Pro Cycling. Dort entwickelte er sich zu einem Rundfahrt-Spezialisten und bestritt in seinen ersten beiden Jahren den Giro d’Italia. Weiters gewann er die Bergwertung der Colorado Classic 2018. Im Jahr 2019 beendete er den Giro d’Italia als bester Fahrer seiner Mannschaft auf dem elften Gesamtrang. Im Anschluss feierte bei der Tour de Suisse seinen ersten Etappensieg in der UCI WorldTour und gewann zu dem die Bergwertung der Rundfahrt. Am Ende des Jahres 2019 nahm er die Vuelta a España in Angriff, gab jedoch bereits auf der 6. Etappe auf.
Im Jahr 2020, das maßgeblich die COVID-19-Pandemie beeinflusst wurde, ging er bei seiner ersten Tour de France an den Start und beendete diese auf dem 37. Gesamtrang. Bei der Vuelta a España hielt er sich in der ersten Woche schadlos und gewann die 12. Etappe, die mit einer Bergankunft auf der Alto de Angliru zu Ende ging. Mit Rang vier im Zeitfahren der anschließenden 13. Etappe sicherte er seinen Podiumsplatz ab und beendete die Rundfahrt hinter Primož Roglič und Richard Carapaz auf dem dritten Gesamtrang.
Beim Giro d’Italia 2021 wurde er Achter und gewann in Vorbereitung auf die Vuelta a España die letzte Etappe der Burgos-Rundfahrt bei den Lagunas de Neila. Die Vuelta a España 2021 musste er jedoch bereits auf der 7. Etappe aufgeben, wenngleich er in der Gesamtwertung zu diesem Zeitpunkt keine Rolle mehr spielte. Im Jahr darauf beendete Carthy den Giro d’Italia 2022 als Neunter erneut in den Top 10. Nachdem bei der Vuelta a España 2022 nicht mit den Besten mithalten konnte, wurde er Gesamtzweiter der Tour de Langkawi, wo er sich einzig dem Kolumbianer Iván Sosa geschlagen geben musste. In der Saison 2023 konnte er trotz des zweiten Gesamtrangs bei der Tour of the Alps nicht an seine früheren Leistungen bei den Grand Tours anschließen.

## Erfolge
2014
- Mannschaftszeitfahren Mzansi Tour
- Gesamtwertung und eine Etappe Tour de Korea

2016
- Gesamtwertung, eine Etappe und Nachwuchswertung Asturien-Rundfahrt
- Nachwuchswertung Katalonien-Rundfahrt

2018
- Bergwertung Colorado Classic

2019
- eine Etappe und Bergwertung Tour de Suisse

2020
- eine Etappe Vuelta a España

2021
- eine Etappe Burgos-Rundfahrt

## Grand-Tour-Platzierungen
| Grand Tour            | 2016 | 2017 | 2018 | 2019 | 2020 | 2021 | 2022 | 2023 | 2024 |
| --------------------- | ---- | ---- | ---- | ---- | ---- | ---- | ---- | ---- | ---- |
| Giro d’ItaliaGiro     | –    | 92   | 77   | 11   | –    | 8    | 9    | DNF  | –    |
| Tour de FranceTour    | –    | –    | –    | –    | 37   | –    | –    | –    | –    |
| Vuelta a EspañaVuelta | 125  | –    | –    | DNF  | 3    | DNF  | 25   | 23   | –    |